# HD 154160
HD 154160，又名BD+14 3180，SAO 102554、HR 6339，是一颗恒星，视星等为6.52，位于銀經34.41，銀緯30.42，其B1900.0坐标为赤經16h 58m 37.8s，赤緯+14° 30.42′ 30″。